# Stanisław Zabiełło
Stanisław Zabiełło (ur. 20 lutego 1902, zm. 3 czerwca 1970) – polski dyplomata i historyk.

## Życiorys
Wywodził się ze środowiska kresowego ziemiaństwa Mińszczyzny. Dzieciństwo i młodość spędził w Nowym Dworze na Wileńszczyźnie, następnie przeniósł się do Warszawy, gdzie w 1920 ukończył szkołę średnią. Wykształcenie prawnicze uzyskał w Poznaniu. Do służby zagranicznej wstąpił w listopadzie 1925. Krótko przebywał w polskim poselstwie w Belgradzie, a następnie przez pięć lat był w Moskwie (1929–1934). Od 1934 kierował referatem sowieckim w Wydziale Wschodnim polskiego Ministerstwa Spraw Zagranicznych. Wiosną 1939 awansował na zastępcę wicedyrektora Departamentu Politycznego MSZ.
Po agresji ZSRR na Polskę 17 września 1939 wraz z personelem MSZ przekroczył granicę polsko-rumuńską. Z Rumunii przedostał się do Paryża, gdzie kontynuował służbę w MSZ w Rządzie RP na uchodźstwie. Po klęsce Francji pełnił funkcję zakonspirowanego przedstawiciela dyplomatycznego Rzeczypospolitej Polskiej przy władzach Państwa Francuskiego (Vichy) (1940–1943). Uczestniczył w zorganizowanej przez polską dyplomację akcji na rzecz ratowania Żydów, współpracował w tym zakresie z poselstwem RP w Szwajcarii i tzw. grupą Ładosia.
Po zajęciu tzw. strefy nieokupowanej Francji Vichy  przez armię niemiecką, w grudniu 1942 został aresztowany przez Gestapo i w styczniu 1944 zesłany do obozu koncentracyjnego KL Buchenwald. Następnie przebywał w obozach koncentracyjnych KL Dora i KL Bergen-Belsen (do kwietnia 1945). Po wojnie, po krótkim pobycie w Londynie, powrócił w 1947 do Polski i pracował w Polskim Instytucie Spraw Międzynarodowych. Został pochowany na cmentarzu Powązkowskim w Warszawie (kwatera 284a wprost-5-21).

## Ordery i odznaczenia
- Srebrny Krzyż Zasługi (9 listopada 1932)[4]

## Wybrane publikacje
- Rosja Sowiecka: wykład wygłoszony w dn. 3 marca 1936 r. na Kursie Naukowym dla urzędników służby zagranicznej, Warszawa: Ministerstwo Spraw Zagranicznych 1936.
- Akcja Kominternu: wykład wygłoszony na kursie naukowym dla urzędników służby zagranicznej dn. 14.IV.1937 r., 1937.
- Polska a Związek Sowiecki: wykład wygłoszony na kursie naukowym dla urzędników MSZ w lipcu 1938 r., Warszawa: Ministerstwo Spraw Zagranicznych 1938.
- Sprawa polska podczas II wojny światowej w świetle pamiętników, oprac. Stanisław Zabiełło, Warszawa: Polski Instytut Spraw Międzynarodowych 1958.
- O rząd i granice: walka dyplomatyczna o sprawę polską w II wojnie światowej, Warszawa: „Pax” 1964 (następne wydania - 1965, 1970, 1986).
- Jules Laroche, Polska lat 1926–1935: wspomnienia ambasadora francuskiego, przeł. i oprac. Stanisław Zabiełło, Warszawa: „Pax” 1966.
- Léon Noël, Agresja niemiecka na Polskę, przeł. Marta Zamieńska, oprac. Stanisław Zabiełło, Warszawa: „Pax” 1966.
- Na posterunku we Francji, Warszawa: „Pax” 1967.
- André François-Poncet, Byłem ambasadorem w Berlinie: wrzesień 1931 - październik 1938, przeł. i oprac. Stanisław Zabiełło, Warszawa: „Pax” 1968.
- Nevile Henderson, Nieudana misja: Berlin 1937–1939, przeł. Tadeusz Jan Dehnel, przedmowa i przypisy Stanisław Zabiełło, Warszawa: „Pax” 1970.
- W kręgu historii, Warszawa: „Pax” 1970.
- Grigore Gafencu, Ostatnie dni Europy: podróż dyplomatyczna w 1939 roku, przeł. Stanisław Rembek, przedmową opatrzył Stanisław Zabiełło, Warszawa: „Pax” 1984.
- Odprężenie w stosunkach polsko-sowieckich na przełomie 1933/1934 r. oraz wizyta Józefa Becka w Moskwie w świetle pamiętników Stanisława Zabiełły, oprac. Tomasz Serwatka, „Czasopismo Zakładu Narodowego im. Ossolińskich” 11 (2000), s. 183–201.